# Natalia Valeeva
Natalia Valeeva, född 15 november 1969, är en moldavisk idrottare (tävlande för OSS) som tog två brons i bågskytte vid olympiska sommarspelen 1992 i Barcelona.

## Meriter

### Olympiska meriter

#### Olympiska sommarspelen 2008
| Namn                                              | Gren         | Rankingrunda | Rankingrunda | 32-delsfinal                 | 16-delsfinal            | 8-delsfinal            | Kvartsfinal              | Semifinal        | Final            | Final            |
| Namn                                              | Gren         | Poäng        | Seed         | Resultat                     | Resultat                | Resultat               | Resultat                 | Resultat         | Resultat         | Plats            |
| ------------------------------------------------- | ------------ | ------------ | ------------ | ---------------------------- | ----------------------- | ---------------------- | ------------------------ | ---------------- | ---------------- | ---------------- |
| Natalia Valeeva                                   | Individuellt | 634          | 30           | Bannova (KAZ) (35) W 107-105 | Joo (KOR) (3) L 108-110 | Gick inte vidare       | Gick inte vidare         | Gick inte vidare | Gick inte vidare | Gick inte vidare |
| Pia Carmen Lionetti Elena Tonetta Natalia Valeeva | Lag          | 1842         | 9            |                              |                         | (Taiwan) (8) W 215-211 | (Sydkorea) (1) L 231-217 | Gick inte vidare | Gick inte vidare | 5:a              |